# وانپول
وانپول (انگلیسی: Vanpool) شرکت بازی ویدئویی ژاپنی است، که در سال ۱۹۹۹ تأسیس شد.